# Dio
Dio — рок-группа Ронни Джеймса Дио, игравшая в стиле хард-рок/хэви-метал. Она была основана в 1982 году после ухода Дио вместе с Винни Апписи из Black Sabbath.
Группа Dio официально существовала до смерти её лидера, скончавшегося 16 мая 2010 года, но активная её деятельность была приостановлена ещё в 2006 году в связи с тем, что Ронни гастролировал вместе с группой Heaven & Hell.

## История группы
В 1982 году по причине личных и творческих разногласий Ронни Джеймс Дио и барабанщик Винни Апписи покинули Black Sabbath. Тогда же Ронни Джеймс Дио объявил о создании собственной группы, которую назвал просто Dio. Вместе с Винни он отправился в Англию на поиски музыкантов. Очень скоро Дио пригласил в группу своего бывшего коллегу по Rainbow — бас-гитариста Джимми Бэйна. В качестве гитариста в группу был приглашён Джейк И Ли, но не прошло и двух недель, как его перехватил Оззи Осборн. Тогда Бэйн посоветовал двух гитаристов на выбор — Джона Сайкса и Вивиана Кэмпбелла. Выбор пал на Кэмпбелла.

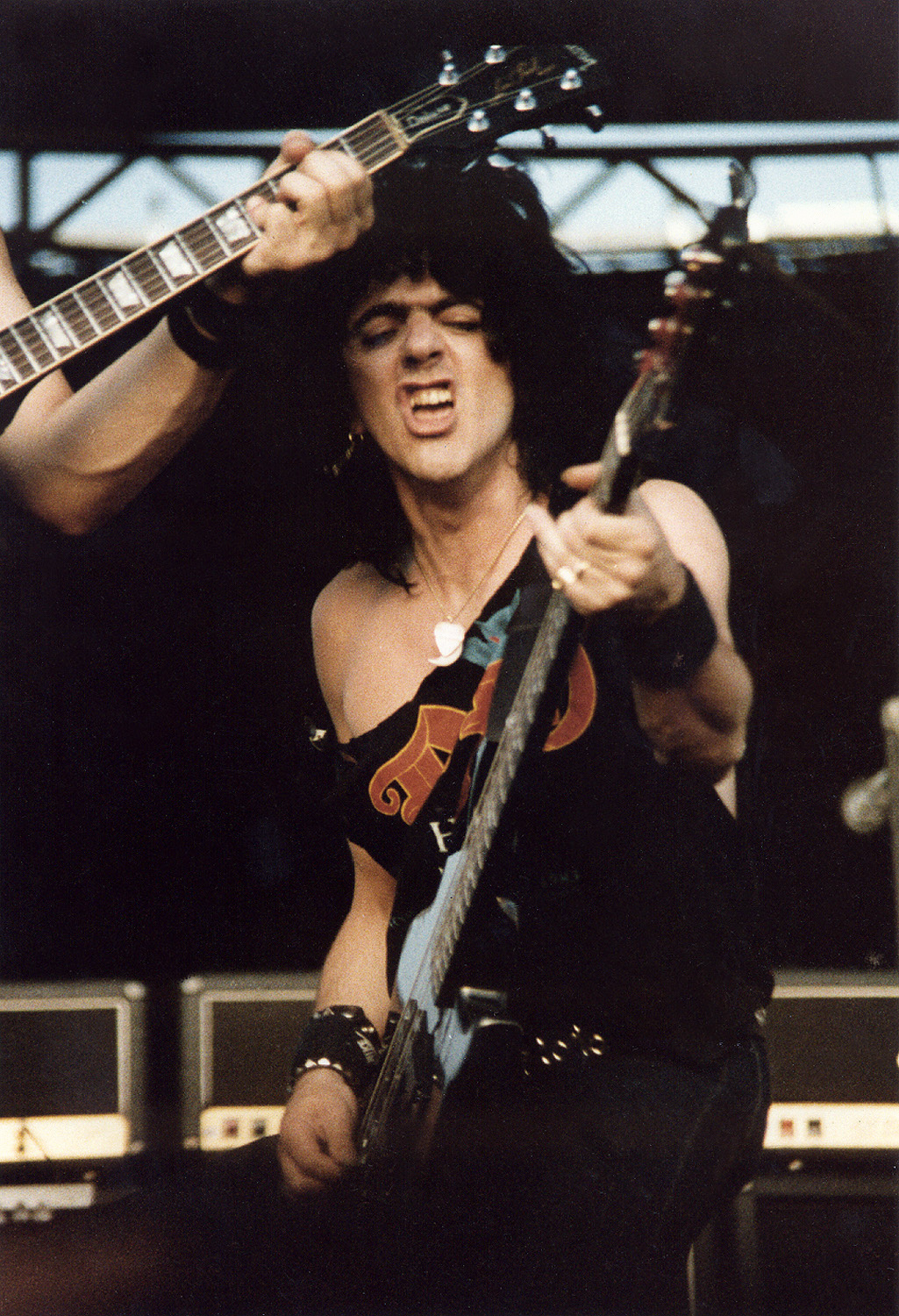
Джимми Бэйн в составе Dio, 1983 год

В мае 1983 года вышел дебютный альбом группы Dio — Holy Diver. Клавишные партии в этом альбоме исполняли Ронни Джеймс Дио и Джимми Бэйн. Чтобы избавить вокалиста от необходимости играть на клавишных на концертах, группа в 1984 году пригласила клавишника Клода Шнелла, который, впрочем, на концертах был скрыт от зрителей.
Будучи уже квинтетом, группа 2 июля 1984 года выпустила альбом The Last in Line. За ним 15 августа 1985 году вышел альбом Sacred Heart. Несколько песен для этого альбома было записано в течение турне, они, вместе с записанной уже в студии песней «Time To Burn», были изданы на мини-альбоме Intermission. В 1985 году Ронни также написал песню «Stars» для проекта Hear'n Aid (вместе с Кэмпбеллом).
В 1986 году Кэмпбелл, мотивируя это разницей во взглядах на творчество, оставил группу, чтобы присоединиться к Whitesnake, и был заменён Крэйгом Голди. 21 июля 1987 года вышел четвёртый альбом Dio Dream Evil. Голди ушёл из группы в 1988 году — также из-за разницы в музыкальных вкусах. Когда Ронни Джеймс Дио объявил в июне 1989 года, что заменой Голди станет 18-летний Роуэн Робертсон, Джимми Бэйн и Клод Шнелл тоже ушли из группы. В декабре покинул группу и Винни Апписи. Их заменили соответственно Тедди Кук, Йэнс Юханссон и Саймон Райт. Новый состав группы выпустил альбом Lock Up the Wolves. После этого Ронни вернулся к своим бывшим коллегам по группе Black Sabbath. Воссоединение было краткосрочным. Результатом его стал лишь один альбом Dehumanizer.
Потом Ронни Джеймс Дио вернулся к своей собственной группе, забрав с собой, как и в прошлый раз, Винни Апписи. Гитарист Трэйси Джи, клавишник Скотт Уоррен и басист Джефф Пилсон (бывший музыкант группы Dokken) также вошли в состав группы. Группа начала звучать более современно, что привело к разочарованию поклонников раннего творчества Dio, назвавших альбомы этого периода — Strange Highways (1994), Angry Machines (1996) и концертный альбом Inferno: Last in Live — худшими в дискографии Dio. Тем не менее, другие смотрели на изменения положительно, считая это отходом от стремительно падающей популярности звучания 1980-х годов. Ронни Джеймс Дио чётко указал в многочисленных интервью, что ему не очень нравится этот этап его карьеры (в частности, альбом Angry Machines), и в июне 1999 года попросил Крэйга Голди вернуться. Считают, что Трэйси Джи просили остаться в группе ритм-гитаристом, но тот отказался.
В 1999 году группа Dio впервые посетила Россию, дав 4–5 марта 1999 года концерты в Москве и Санкт-Петербурге.
Крейг Голди вернулся в группу в 2000 году для записи восьмого студийного альбома Magica, который большинством воспринимается как «альбом-возвращение». Он достиг 13 строчки в независимом чарте журнала «Billboard». Для его записи в группу вернулись не только Голди, но и Саймон Райт с Джимми Бэйном. Будучи концептуальным альбомом, Magica возвращается к раннему, более успешному звучанию, в то время как более частое использование клавишных привносит в него современный привкус. И всё же в течение тура в поддержку альбома внутри группы нарастало напряжение между Голди с одной стороны и Бэйном и Дио — с другой. Голди ушёл из группы в январе 2002 года и был заменён Дагом Олдричем, с которым Бэйн познакомился во время записи трибьюта группе Metallica. Олдрич записал для девятого альбома Dio Killing the Dragon все гитарные партии и сочинил вместе с Ронни Джеймсом Дио и Джимми Бэйном две песни. Killing The Dragon вышел в 2002 году на лейбле «Spitfire Records» и был хорошо воспринят сообществом металлистов, достигнув высоких позиций в чартах Великобритании. Олдрич отыграл с группой тур в поддержку альбома и оставался в Dio до конца года, когда официально присоединился к Whitesnake, после чего Голди быстро вернули обратно в Dio. Вскоре группу вновь покинул Бэйн.

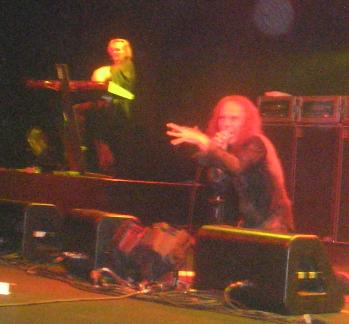
Рио-де-Жанейро, 2006 год

В 2004 году группа Dio выпустила десятый студийный альбом Master of the Moon. В записи снова участвовал мультиинструменталист Джефф Пилсон как басист. По предварительной договоренности его вклад в альбом ограничивался только работой в студии, поэтому потом его заменил Руди Сарзо. Группа также совершила тур в поддержку альбома по Европе и США. Европейская часть тура началась концертами в Москве (16 июля) и Санкт-Петербурге (17 июля).
В 2005 году состоялся релиз концертного альбома Dio Evil or Divine – Live in New York City (концерт 2002 года). Дио утверждал, что не прилагал значительных усилий к выходу этого диска, поскольку к тому времени уже не сотрудничал с лейблом, который его выпустил. В 2005 году Dio совершили тур по Южной Америке, Японии и Европе, посетив также Россию и Украину. Осенний тур того же года назывался «An Evening With Dio», в нем к группе снова присоединился Даг Олдрич. Программа состояла преимущественно из произведений из альбома 1983 года Holy Diver. Ронни собирался снять видео с концерта в России для дальнейшего его релиза на DVD, но все же предпочёл Лондон. Концертный альбом с того шоу, двойной CD под названием Holy Diver – Live вышел в апреле 2006 года.
В 2006 году деятельность группы была приостановлена в связи с тем, что Дио вместе с Винни Апписи, Тони Айомми и Гизером Батлером начали активно концертировать и записываться в составе группы Heaven & Hell. К работе в группе также привлекли клавишника Dio Скотта Уоррена.
16 мая 2010 года в связи со смертью Ронни Джеймса Дио от рака желудка группа прекратила своё существование.

## Студийные альбомы
- 1983 — Holy Diver
- 1984 — The Last in Line
- 1985 — Sacred Heart
- 1987 — Dream Evil
- 1990 — Lock Up the Wolves
- 1993 — Strange Highways
- 1996 — Angry Machines
- 2000 — Magica
- 2002 — Killing the Dragon
- 2004 — Master of the Moon

## Состав

### Последний состав
- Ронни Джеймс Дио — вокал (1982—1991, 1992—2010)
- Крэйг Голди — гитара (1986—1989, 1999—2001, 2004—2005, 2006—2010)
- Саймон Райт — ударные (1989—1991, 1998—2010)
- Скотт Уоррен — клавишные (1993—2010)
- Руди Сарзо — бас-гитара (2005—2010)

### Бывшие участники
- Винни Апписи — ударные (1982—1989, 1992—1998)
- Джейк И Ли — гитара (1982)
- Джимми Бэйн — бас-гитара (1982–1989, 1992–1993, 1999–2004), клавишные (1982–1984, 1989, 1992–1993), гитара (1988–1989, 1992–1993, 2002, 2003, 2003), бэк-вокал
- Вивиан Кэмпбелл — гитара (1982—1986)
- Клод Шнелл — клавишные (1984—1989)
- Роуэн Робертсон — гитара (1989—1991)
- Тедди Кук — бас-гитара (1989—1991)
- Йэнс Юханссон — клавишные (1989—1991)
- Джефф Пилсон — бас-гитара (1993—1997, 2004—2005)
- Трэйси Джи — гитара (1993—1999)
- Ларри Деннисон — бас-гитара (1997—1999)
- Даг Олдрич — гитара (2001—2004, 2005—2006, как туровый участник в 2009)